# IPhone 6 Plus
El iPhone 6 Plus es un teléfono celular de gama alta diseñado y comercializado por Apple Inc.

## Lanzamiento
El iPhone 6 Plus se anunció el 9 de septiembre de 2014 en un evento especial en Cupertino, California, Estados Unidos, junto con el iPhone 6. Corre sobre iOS 8 y está disponible en versiones de 16,32,64 y 128 GB de memoria de almacenamiento interno.

## Especificaciones
| Pantalla                      | Diagonal de 5,5 pulgadas (14 cm), multitáctil con resolución de 1920 por 1080 píxeles. Tecnología Retina Display HD de Apple (401 dpi).                                                                 |
| tamaño                        | 158,1 × 77,8 × 7,1 mm |
| peso                          | 172 gramos |
| sistema operativo             | iOS 8 (pre-instalado) |
| conectividad                  | Con el ordenador a través del conector Lightning, WiFi , Bluetooth 4.0 |
| conectividad con la red móvil | GSM / GPRS / EDGE (850, 900, 1800, 1900 MHz), UMTS / HSPA + / DC-HSDPA (850, 900, 1900, 2100 MHz), LTE (Bandas 1, 2, 3, 5, 7, 8, 20)                                                                    |
| capacidad de almacenamiento   | 32,64 y 128 GB internos. |
| batería                       | Recargable de Polímeros de ion de litio. Tiempo de conversación: 24 horas en 3G. Internet: 12 horas en 3G, 12 horas en Wi-Fi. Audio: 80 horas, Vídeo: 14 horas. En espera: 384 horas.                   |
| cámara                        | Principal: 8,0 megapíxeles, foto y vídeo (1080p) (240 fps , a cámara lenta), función de detección de rostros , estabilización de vídeo, y flash de doble tono. Frontal: 1.2 MP para fotos, vídeos 720p. |
| colores disponibles           | gris espacial, oro y plata |
| fechas de distribución        | Estados Unidos: 19 de septiembre de 2014. Benelux: 26 de septiembre de 2014. |
| soporte actual                | iOS 12.5.5 |

## Controversia
En 2016, se encontró una grave falla en el cual, debido a la polémica de la flexibilidad del clásico IPhone 6 causaba que un integrado en la placa madre se desoldara de la placa, provocando que la parte superior de la pantalla presentará líneas amarillas y el touch dejará de funcionar cuando el chasis de aluminio se calentaba.
Apple al saber de esta noticia, no dio solución al fallo, pues el cual; al ser un defecto de fabrica, cobraba 150 dólares (3600 pesos mexicanos) para reparar la falla dentro de los primeros 5 años de la salida del dispositivo. Apple afirmo que si el dispositivo presentaba golpes no se validaría la garantía (AppleCare+). Tampoco se hizo responsable de la falla, el cual dejaba incluso inutilizable el dispositivo.
Este fallo se corregía en el IPhone 6s y IPhone 6s Plus donde se corregiría la ubicación de los componentes de la placa madre para evitar que los integrados y chips se desolden tras un calor intenso por el procesador y el exterior.